# Ian Cole
Ian Douglas Cole (* 21. února 1989 v Ann Arbor, Michigan) je americký hokejový obránce v současné době působící v zámořské NHL, kde nastupuje za tým Utah Mammoth.

## Hráčská kariéra
Ian Cole započal svou mládežnickou kariéru jako hokejista v USA Hockey (americký hokejový národní tým v rozvojového programu), ve kterém působil od roku 2005 do roku 2007. V roce 2007 byl vybrán z draftu NHL hned v prvním kole z 18. místa týmem St. Louis Blues. Po draftu se přesunul do univerzity Notre Dame, který působil v soutěži Central Collegiate Hockey Association. S týmem vyhrál v roce 2009 titul CCHA a byl zvolen do prvního All-Star týmu CCHA. Rovněž byl zvolen do prvního All-American týmu západní konference NCAA. Ke konci sezony 2009/10 si poprvé vyzkoušel seniorský hokej, na farmě St. Louis v Peoria Rivermen, odehrál devět zápasů, ve kterých vstřelil jeden gól a na čtyři přihrál. V sezóně 2010/11 debutoval v nejprestižnější hokejové lize za St. Louis Blues, 6. listopadu 2010 odehrál zápas proti Boston Bruins. V prvním ročníku coby nováček soutěže odehrál za Blues 26 zápasů, dočkal se také jeden branky a tři asistence. Současně v sezoně hrával na farmě v Peoria Rivermen. Stále místo v základní sestavě Blues si vybojoval v sezoně 2013/14.
V březnu 2015 byl vyměněn do klubu Pittsburgh Penguins za Roberta Bortuzzoa a výběr sedmého kola draftu v roce 2016. 29. června 2015 prodloužil smlouvu na tři roky v hodnotě 6.300.000 amerických dolarů. Od sezóny 2015/16 je kmenovým hráčem Pens a dopomohl k zisku Stanley Cupu. Po téměř třech letech ve službách Penguins byl Cole v únoru 2018 vyměněn do Ottawy Senators společně s Filipem Gustavssonem, výběr v prvním kole vstupního draftu NHL 2018 a výběrem třetího kola vstupního draftu NHL 2019. Na oplátku Pittsburgh získal Dericka Brassarda, Vincenta Dunna a výběrem třetího kola vstupního draftu NHL 2018. Vegas Golden Knights, kteří se také podíleli na přestupu, nabídli Tobiase Lindbergova Penguins a převzetí 40 procent Brassardova platu za Ryana Reavese a čtvrté volby v draftu 2018.
Jen o dva dny později, aniž by se připravoval za Senators, byl Cole vyměněn do týmu Columbus Blue Jackets za Nicka Moutreye a výběrem ve třetím kole v draftu NHL 2020. Po složitých výměnách hráčů se v Blue Jackets dlouho nezabydlel, po sezoně v klubu skončil. 1. července 2018 se dohodl na tříletém kontraktu s Coloradem Avalanche jako volný hráč. 8. února 2019 v zápase proti Washingtonu Capitals, Cole hitem poslal k ledu ruského útočníka Jevgenije Kuzněcova. To vedlo k pěstním šarvátce mezi Colem a Tomem Wilsonem, Ian Cole utrpěl zlomeninu orbitální kosti a byl zařazen na listinu zraněných hráčů. Po necelém měsíci se vrátil zpátky na led. Na začátku sezony 2020/21 stihl odehrát za Avalanche pouhé dva zápasy, 19. ledna 2021 byl vyměněn do Minnesota Wild za amerického obránce Greg Pateryn. Cole se okamžitě prosadil v týmu Wild, týmu pomohl posunout se v tabulce nahoru, když zaznamenal 1 gól a 8 bodů v 52 zápasech základní části. Při porážce v prvním kole sérieplayoff s Vegas Golden Knights se Cole objevil ve všech sedmi zápasech.
Cole projevil zájem o setrvání v organizaci Wild, ale nedokázali se vzájemně dohodnout. 28. července 2021 podepsal roční smlouvu na 2,9 milionu dolarů s Carolina Hurricanes. 7. prosince 2021 v zápase proti Winnipeg Jets úmyslně vrazil kolenem na koleno kanadskému útočníkovi Marku Scheifelovi. Rozhodčí vyhodnotili situaci 5 minutovým trestem faulem kolenem a vyšším trestem za nesportovním chování do konce zápasů. V následujícím dnu dostal od vedení soutěže NHL pokutu v možné výši kolektivní smlouvy 5 000 amerických dolarů, částka byla použita do fondu nouzové pomoci hráčům. V polovině prosince 2021 byl pozitivní na Covid-19, vynechal dva zápasy. V playoff vstřelil vítězný gól v prvním zápase druhého kola proti New York Rangers.
Po vypršení smlouvy s Hurricanes se Cole stal volným hráčem. 13. července 2022 se dohodl na roční smlouvě v hodnotě 3 miliony dolarů s Tampa Bay Lightning. Lightning oznámil 10. října 2022 suspendací a zmražení platu Iana Colea, dokud nebude zahájeno vyšetřování obvinění ze sexuálního zneužívání. Cole se vyjádřil následovně prostřednictvím svého agenta: „Beru obvinění, která proti mně byla dnes vznesena v anonymním tweetu, velmi vážně. Těším se, že očistím své jméno a ukážu NHL a Tampa Bay Lightning, že tato obvinění jsou nepodložená.“ Vyšetření Colea nenašlo žádné důkazy, že by obvinění byla pravdivá a Cole se vrátil po suspendaci zpátky k sestavě Lightning.
Po vypršení smlouvy s Lightning se hned 1. července 2023 dohodl na stejné smlouvě co měl minulý rok s Tampou Bay, na jeden rok se upsal Vancouver Canucks. Za Canucks odehrál v základní části 78 zápasů, ve kterých jsi připsal 11 bodů (2 branky a 9 asistencí. V playoff přidal 13 zápasů, ve kterých dvakrát asistoval. 1. července 2024 podepsal jednoletou smlouvu s novým klubem NHL Utah Hockey Club. S Utahem Mammoth prodloužil 5. března 2025 smlouvu o další rok.

## Ocenění a úspěchy
- 2007 MS-18 - Nejlepší střelec na pozici obránce
- 2009 CCHA - První All-Star Tým
- 2009 NCAA - První All-American Tým (západ)

## Prvenství
- Debut v NHL - 6. listopadu 2010 (Boston Bruins proti St. Louis Blues)
- První gól v NHL - 9. března 2011 (Columbus Blue Jackets proti St. Louis Blues, kanadskému brankáři Mathieu Garon)
- První asistence v NHL - 9. března 2011 (Columbus Blue Jackets proti St. Louis Blues)

## Klubové statistiky
| Sezóna      | Klub                  | Soutěž      |     | Základní část | Základní část | Základní část | Základní část | Základní část |   | Play off | Play off | Play off | Play off | Play off |
| Sezóna      | Klub                  | Soutěž      | Z   | G             | A             | B             | TM            | Z             | G | A        | B        | TM       |          |          |
| 2005–06     | USNTDP                | NAHL        | 40  | 2             | 8             | 10            | 75            | —             | — | —        | —        | —        |          |          |
| 2006–07     | USNTDP                | NAHL        | 16  | 2             | 7             | 9             | 28            | —             | — | —        | —        | —        |          |          |
| 2007–08     | Notre Dame            | CCHA        | 43  | 8             | 12            | 20            | 40            | —             | — | —        | —        | —        |          |          |
| 2008–09     | Notre Dame            | CCHA        | 38  | 6             | 20            | 26            | 58            | —             | — | —        | —        | —        |          |          |
| 2009–10     | Notre Dame            | CCHA        | 30  | 3             | 19            | 19            | 55            | —             | — | —        | —        | —        |          |          |
| 2009–10     | Peoria Rivermen       | AHL         | 9   | 1             | 4             | 5             | 4             | —             | — | —        | —        | —        |          |          |
| 2010–11     | Peoria Rivermen       | AHL         | 44  | 5             | 10            | 15            | 63            | —             | — | —        | —        | —        |          |          |
| 2010–11     | St. Louis Blues       | NHL         | 26  | 1             | 3             | 4             | 35            | —             | — | —        | —        | —        |          |          |
| 2011–12     | Peoria Rivermen       | AHL         | 22  | 1             | 3             | 4             | 26            | —             | — | —        | —        | —        |          |          |
| 2011–12     | St. Louis Blues       | NHL         | 26  | 1             | 5             | 6             | 22            | 2             | 0 | 0        | 0        | 0        |          |          |
| 2012–13     | Peoria Rivermen       | AHL         | 34  | 3             | 11            | 14            | 43            | —             | — | —        | —        | —        |          |          |
| 2012–13     | St. Louis Blues       | NHL         | 15  | 0             | 1             | 1             | 10            | —             | — | —        | —        | —        |          |          |
| 2013–14     | St. Louis Blues       | NHL         | 46  | 3             | 8             | 11            | 31            | —             | — | —        | —        | —        |          |          |
| 2014–15     | St. Louis Blues       | NHL         | 54  | 4             | 5             | 9             | 44            | —             | — | —        | —        | —        |          |          |
| 2014–15     | Pittsburgh Penguins   | NHL         | 20  | 1             | 7             | 8             | 7             | 5             | 0 | 2        | 2        | 8        |          |          |
| 2015–16     | Pittsburgh Penguins   | NHL         | 70  | 0             | 12            | 12            | 59            | 24            | 1 | 2        | 3        | 14       |          |          |
| 2016–17     | Pittsburgh Penguins   | NHL         | 81  | 5             | 21            | 26            | 72            | 25            | 0 | 9        | 9        | 22       |          |          |
| 2017–18     | Pittsburgh Penguins   | NHL         | 47  | 3             | 10            | 13            | 52            | —             | — | —        | —        | —        |          |          |
| 2017–18     | Columbus Blue Jackets | NHL         | 20  | 2             | 5             | 7             | 24            | 6             | 0 | 3        | 3        | 2        |          |          |
| 2018–19     | Colorado Avalanche    | NHL         | 71  | 2             | 13            | 15            | 115           | 12            | 0 | 5        | 5        | 16       |          |          |
| 2019–20     | Colorado Avalanche    | NHL         | 65  | 4             | 22            | 26            | 36            | 15            | 0 | 2        | 2        | 10       |          |          |
| 2020–21     | Colorado Avalanche    | NHL         | 2   | 0             | 0             | 0             | 0             | —             | — | —        | —        | —        |          |          |
| 2020–21     | Minnesota Wild        | NHL         | 52  | 1             | 7             | 8             | 32            | 7             | 0 | 0        | 0        | 6        |          |          |
| 2021–22     | Carolina Hurricanes   | NHL         | 75  | 2             | 17            | 19            | 83            | 14            | 1 | 1        | 2        | 10       |          |          |
| 2022–23     | Tampa Bay Lightning   | NHL         | 78  | 3             | 14            | 17            | 61            | 6             | 1 | 2        | 3        | 4        |          |          |
| 2023–24     | Vancouver Canucks     | NHL         | 78  | 2             | 9             | 11            | 61            | 13            | 0 | 2        | 2        | 6        |          |          |
| 2024–25     | Utah Hockey Club      | NHL         | 82  | 1             | 16            | 17            | 77            | —             | — | —        | —        | —        |          |          |
| NHL celkově | NHL celkově           | NHL celkově | 908 | 35            | 175           | 210           | 821           | 129           | 3 | 28       | 31       | 98       |          |          |

## Reprezentace
| Rok                    | Tým                    | Soutěž                 | Z  | G | A | B | TM |
| ---------------------- | ---------------------- | ---------------------- | -- | - | - | - | -- |
| 2007                   | USA 18                 | MS-18                  | 7  | 4 | 1 | 5 | 6  |
| 2008                   | USA 20                 | MSJ                    | 6  | 0 | 0 | 0 | 6  |
| 2009                   | USA 20                 | MSJ                    | 6  | 2 | 2 | 4 | 4  |
| Juniorská reprezentace | Juniorská reprezentace | Juniorská reprezentace | 19 | 6 | 3 | 9 | 16 |